# Торо-Каньйон (Каліфорнія)
Торо-Каньйон (англ. Toro Canyon) — переписна місцевість (CDP) в США, в окрузі Санта-Барбара штату Каліфорнія. Населення — 1835 осіб (2020).

## Географія
Торо-Каньйон розташоване за координатами 34°25′23″ пн. ш. 119°33′39″ зх. д. / 34.42306° пн. ш. 119.56083° зх. д. (34.423006, -119.560734).  За даними Бюро перепису населення США в 2010 році переписна місцевість мала площу 9,25 км², з яких 9,25 км² — суходіл та 0,01 км² — водойми.

## Демографія
Згідно з переписом 2010 року, у переписній місцевості мешкало 1508 осіб у 620 домогосподарствах у складі 416 родин. Густота населення становила 163 особи/км².  Було 804 помешкання (87/км²).
Расовий склад населення:
| - 92,0 % — білих - 0,9 % — азіатів - 0,5 % — корінних американців - 0,5 % — чорних або афроамериканців - 0,1 % — вихідців з тихоокеанських островів - 4,8 % — осіб інших рас |

До двох чи більше рас належало 1,2 %. Частка іспаномовних становила 19,4 % від усіх жителів.
За віковим діапазоном населення розподілялося таким чином: 16,8 % — особи молодші 18 років, 61,1 % — особи у віці 18—64 років, 22,1 % — особи у віці 65 років та старші. Медіана віку мешканця становила 50,2 року. На 100 осіб жіночої статі у переписній місцевості припадало 91,1 чоловіків;  на 100 жінок у віці від 18 років та старших — 93,1 чоловіків також старших 18 років.
Середній дохід на одне домашнє господарство  становив 173 689 доларів США (медіана — 100 652), а середній дохід на одну сім'ю — 217 573 долари (медіана — 120 278). Медіана доходів становила 83 843 долари для чоловіків та 36 477 доларів для жінок. За межею бідності перебувало 3,2 % осіб, у тому числі 4,5 % дітей у віці до 18 років та 2,0 % осіб у віці 65 років та старших.
Цивільне працевлаштоване населення становило 662 особи. Основні галузі зайнятості: освіта, охорона здоров'я та соціальна допомога — 19,0 %, фінанси, страхування та нерухомість — 17,7 %, науковці, спеціалісти, менеджери — 16,0 %, виробництво — 15,3 %.